# Schwarzhalsschwan

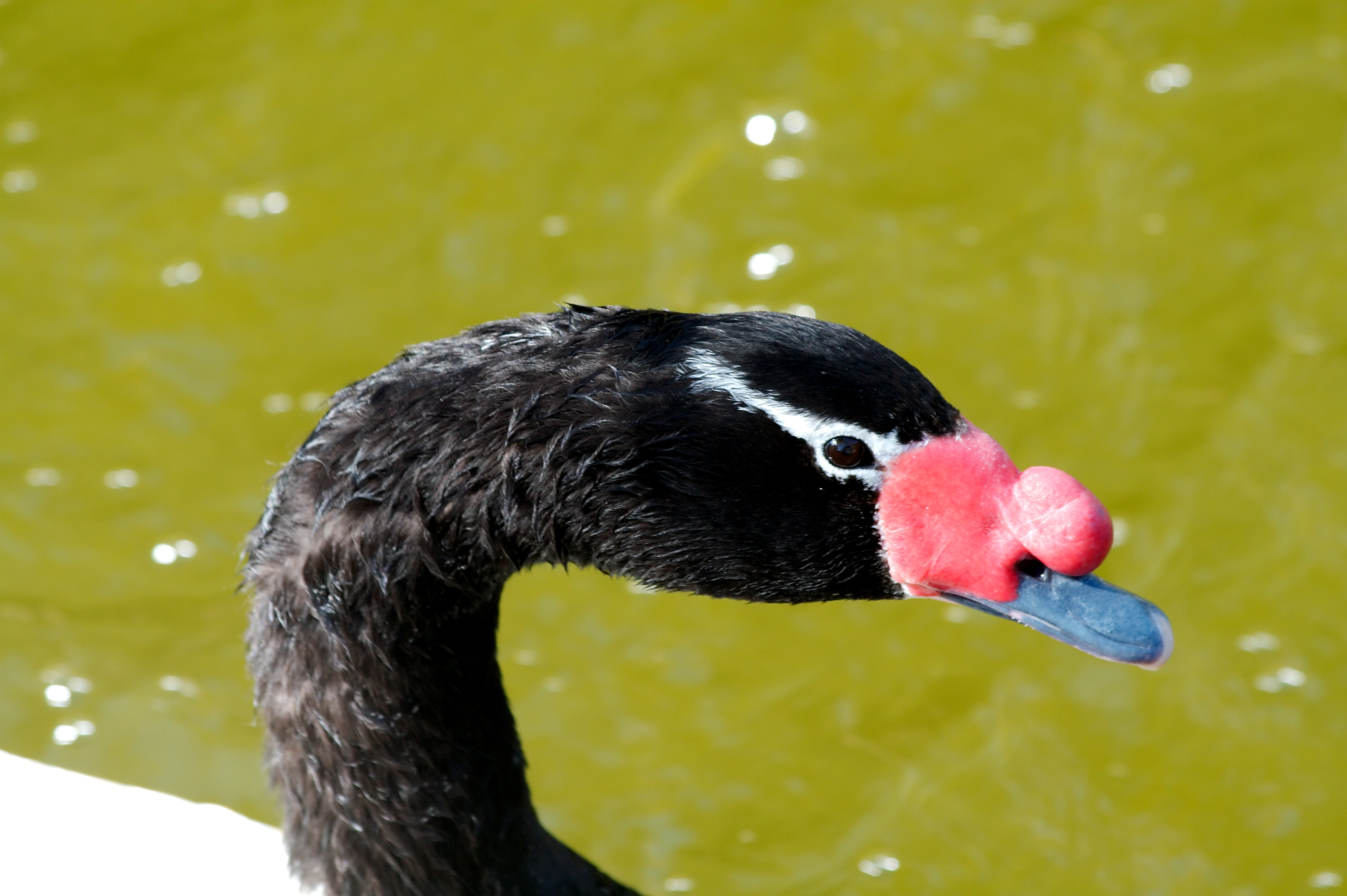
Nahaufnahme des Kopfes

Der Schwarzhalsschwan (Cygnus melancoryphus) ist eine Vogelart aus der Gattung der Schwäne (Cygnus), die zur Familie der Entenvögel (Anatidae) gehört. Er kommt lediglich im Süden Südamerikas vor.

## Aussehen
Der Schwarzhalsschwan wird 110 bis 140 Zentimeter lang und wiegt 3,5 bis 6,5 Kilogramm. Die Männchen sind deutlich größer als die Weibchen, ansonsten weist diese Art keinen auffälligen Geschlechtsdimorphismus auf. Ältere Männchen entwickeln allerdings gelegentlich besonders starke Schnabelwülste.
Die Art ist durch den schwarz gefärbten Kopf und Hals in Verbindung mit dem sonst völlig weiß gefärbten Gefieder leicht zu erkennen. Das Auge wird von einem schmalen, horizontalen weißen Augenstreif eingerahmt. Der Schnabel ist grau und besitzt an der Basis einen großen, rot gefärbten fleischigen Höcker. Die Beine sind fleischfarben.
Bei Jungvögeln sind die Kopf- und Halsfedern noch schwarzbraun. Die übrigen Partien des Federkleides sind hell graubraun und mit weißen Federn durchsetzt. Der Schnabel ist bei diesen Vögeln noch grau. Im ersten Jahreskleid ist das Kleingefieder bereits weiß. Die noch nicht vermauserten Schwingen sind jedoch graubraun. Die Schnabelaufwülstungen sind noch klein. Im zweiten Jahreskleid gleichen die zu diesem Zeitpunkt noch nicht geschlechtsreifen Tiere den Altvögeln sehr. Deutlich erkennbar ist jedoch, dass die Schnabelaufwülstung noch nicht voll entwickelt ist.

## Verbreitung
Das Brutgebiet des Schwarzhalsschwans ist der Süden Südamerikas. Das Brutgebiet reicht von der Mitte Chiles und dem Südosten Brasiliens über Patagonien bis Feuerland und zu den Falklandinseln. Im Winter ziehen die Vögel aus den südlichsten Brutgebieten nach Norden bis nach Paraguay und Südostbrasilien. Irrgäste wurden bereits auf den Südlichen Shetlandinseln und der Antarktischen Halbinsel beobachtet. Es ist allerdings möglich, dass es sich bei den Beobachtungen an der Küste der antarktischen Halbinsel um nicht mehr als zehn bis zwanzig Individuen handelte, auch wenn es insgesamt mehr als 60 Beobachtungen im Zeitraum zwischen November 1988 und März 1989 gab. Das Auftauchen dieser Schwanenart so weit im Süden könnte im Zusammenhang mit einer Dürre in Argentinien stehen.
Die Gesamtpopulation des Schwarzhalsschwans wird von der IUCN auf 26.000 bis 100.000 Tiere geschätzt. Die Art gilt als nicht gefährdet.

## Lebensraum und Lebensweise

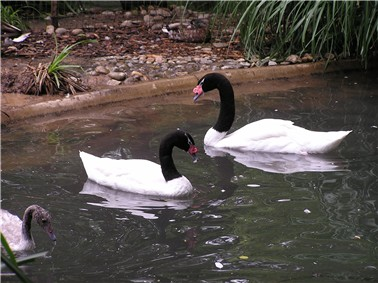
Schwarzhalsschwanfamilie

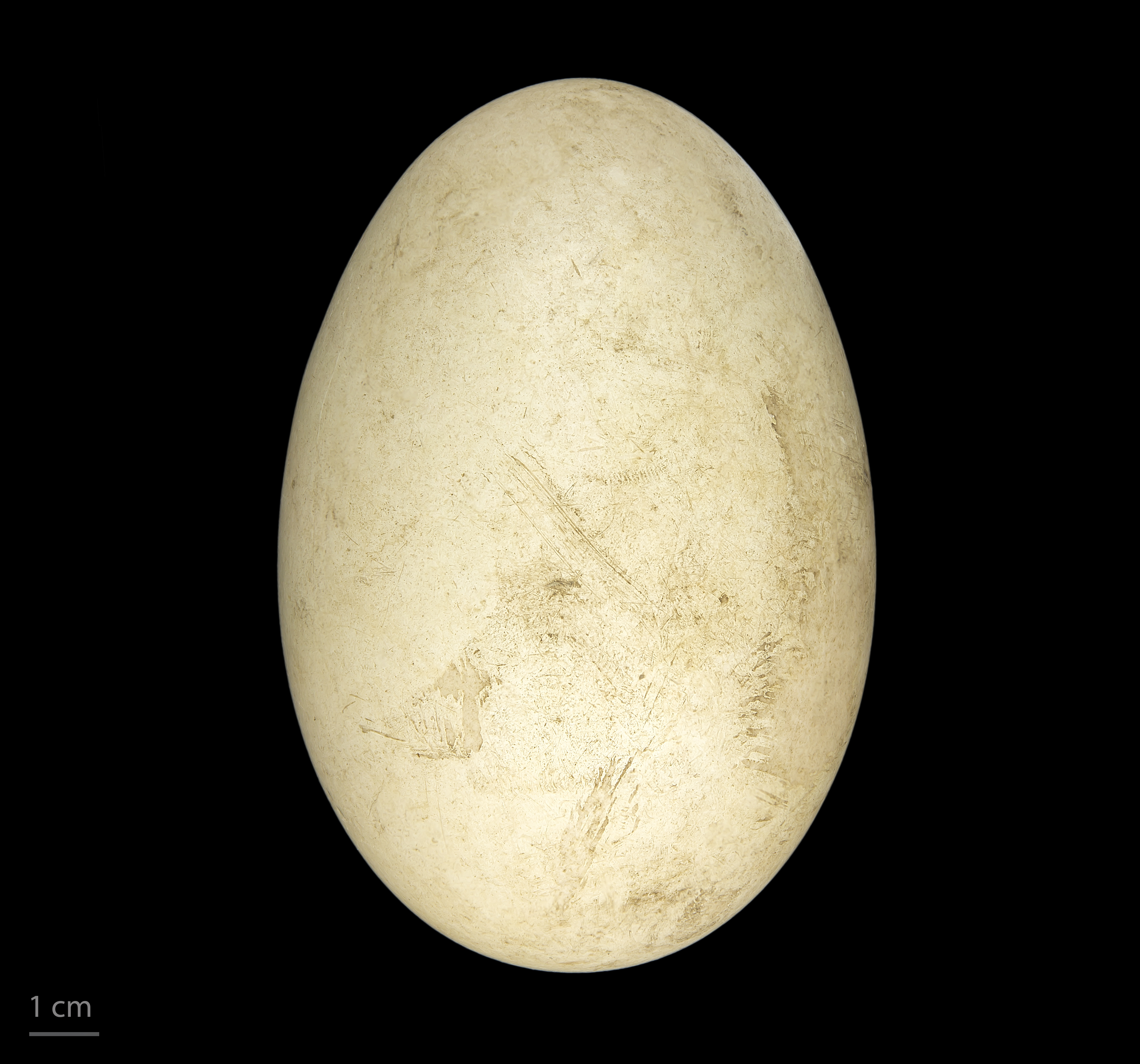
Cygnus melancoryphus

Der Schwarzhalsschwan bewohnt vor allem seichte Seen und Süßwassersümpfe, aber auch Brackwasserlagunen und – besonders im Winter – geschützte Meeresbuchten. Das Hauptbrutgebiet der Schwarzhalsschwäne ist die niederschlagsarme Pamparegion am Fuße der Anden. Er bewohnt hier vor allem großflächige Flachseen. Diese weisen kaltes, klares Wasser auf, haben eine reiche Unterwasserflora und sind in der Regel von einem dichten Riedgürtel umgeben. Der Schwarzhalsschwan ernährt sich hauptsächlich von Wasserpflanzen und Algen, die er aus dem seichten Wasser gründelnd heraufholt.
Außerhalb der Fortpflanzungszeit ist der Schwarzhalsschwan ein sehr geselliger Vogel. Mauserschwärme dieser Art können in Ausnahmefällen bis zu 20.000 Individuen umfassen. Während der Fortpflanzungszeit ist der Schwarzhalsschwan jedoch aggressiv und verteidigt ein Revier. Ähnlich wie beim Höckerschwan kommt es jedoch vor, dass Paare in größerer Nähe zueinander brüten.
Das Brutgeschäft beginnt bereits im Juli, das heißt im Vorfrühling der Südhalbkugel, und setzt sich bis in den November hinein fort. Das Nest wird im Uferröhricht oder auf kleinen Inseln gebaut. Das Weibchen legt drei bis acht Eier und bebrütet diese 36 Tage lang allein, während es vom Männchen sorgsam bewacht wird. Die grau gefärbten Küken sind Nestflüchter und werden oft von den Eltern am Rücken getragen. Die Jungvögel werden nach gut drei Monaten flügge.
Die Laute der Tiere ähneln denen von menschlichem Obertongesang.

## Etymologie und Forschungsgeschichte
Die Erstbeschreibung des Schwarzhalsschwans erfolgte 1782 durch Juan Ignacio Molina unter dem wissenschaftlichen Namen Anas Melancoripha. Als Verbreitungsgebiet gab er Chile an. 1803 führte Johann Matthäus Bechstein die für die Wissenschaft neue Gattung Cygnus ein. Dieser Begriff leitet sich κυκνος kyknos für Schwan ab. Kyknos, Sohn des Apollon, und Kyknos, Sohn des Sthenelos, verwandelten sich beide in einen Schwan. Der Artname melancoripha ein Wortgebilde aus μελας, μελανος melas, melanos für schwarz und κορυφη koruphē für Kopf. Alfred Laubmann konnte in seinem Werk Die Vögel von Paraguay keine gesicherten Nachweise für Paraguay ausmachen. Vermutlich war ihm nicht bekannt, dass die Art dort nur brütet.

## Belege